# 駒嶺車站
37°50′32.7″N 140°55′30″E / 37.842417°N 140.92500°E
駒嶺車站（日语：／ Komagamine eki */?），是屬於東日本旅客鐵道（JR東日本）常磐線的鐵路車站，位於福島縣相馬郡新地町。

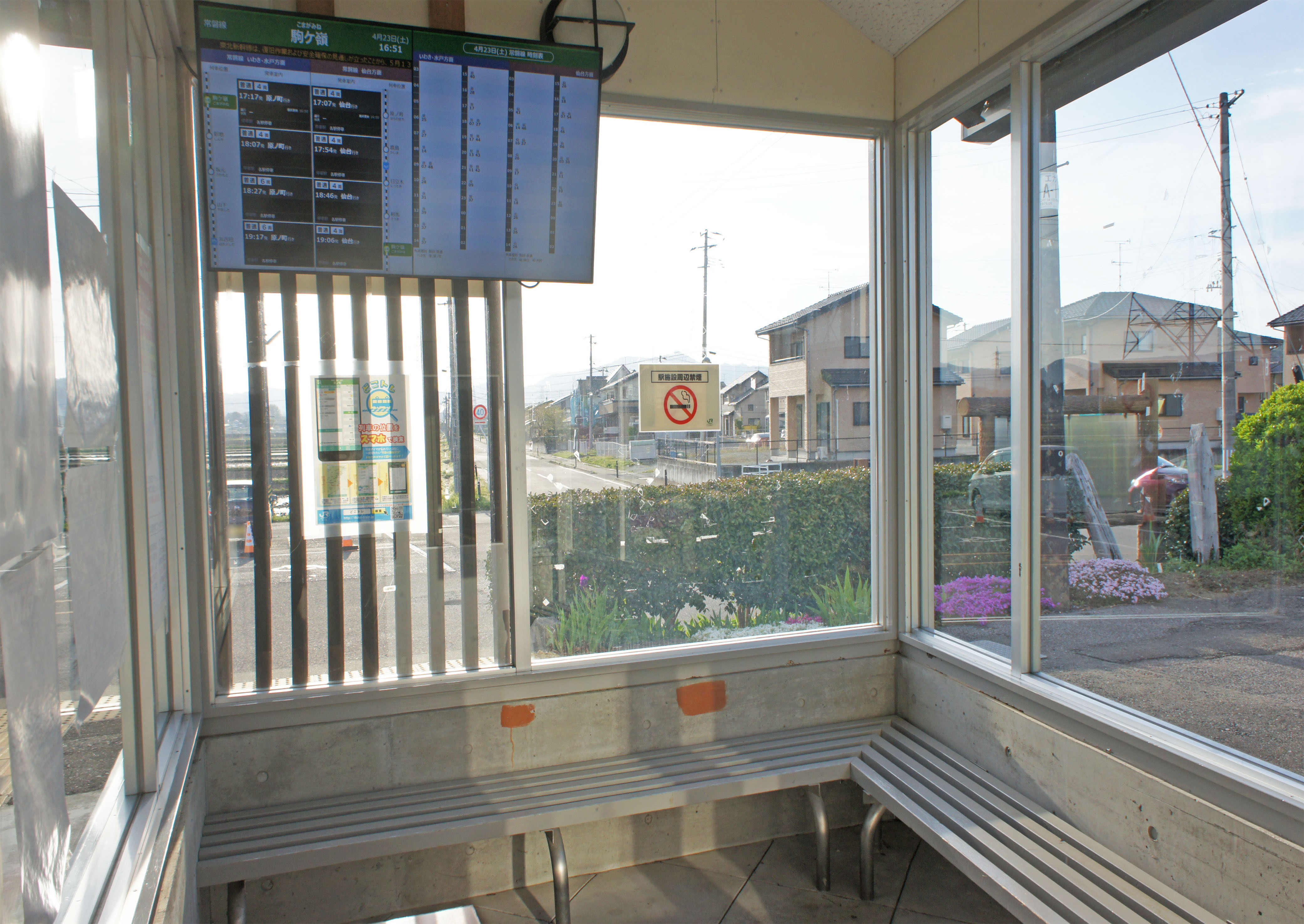
候車室內（2022年4月）

## 車站結構

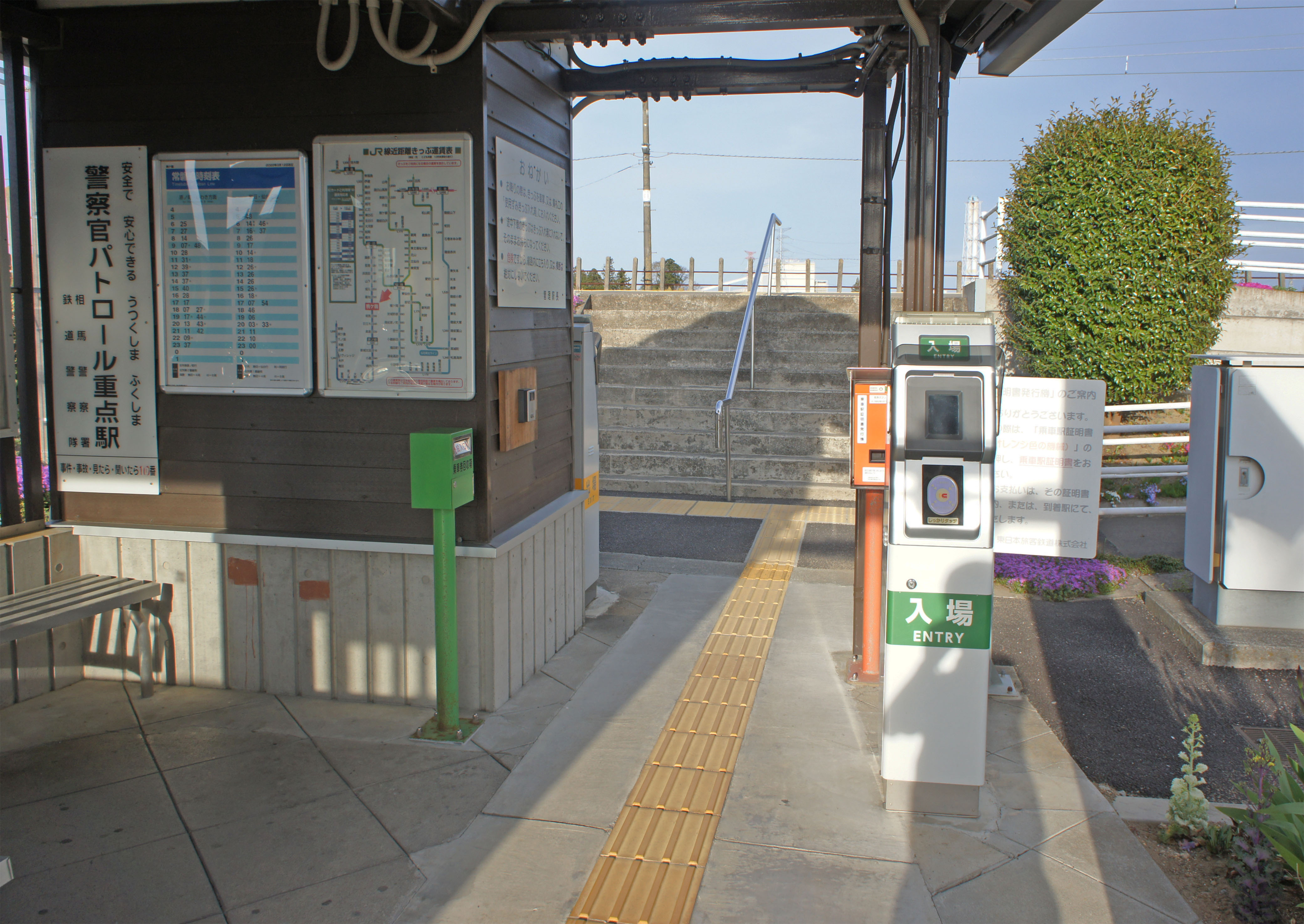
驗票口（2022年4月）

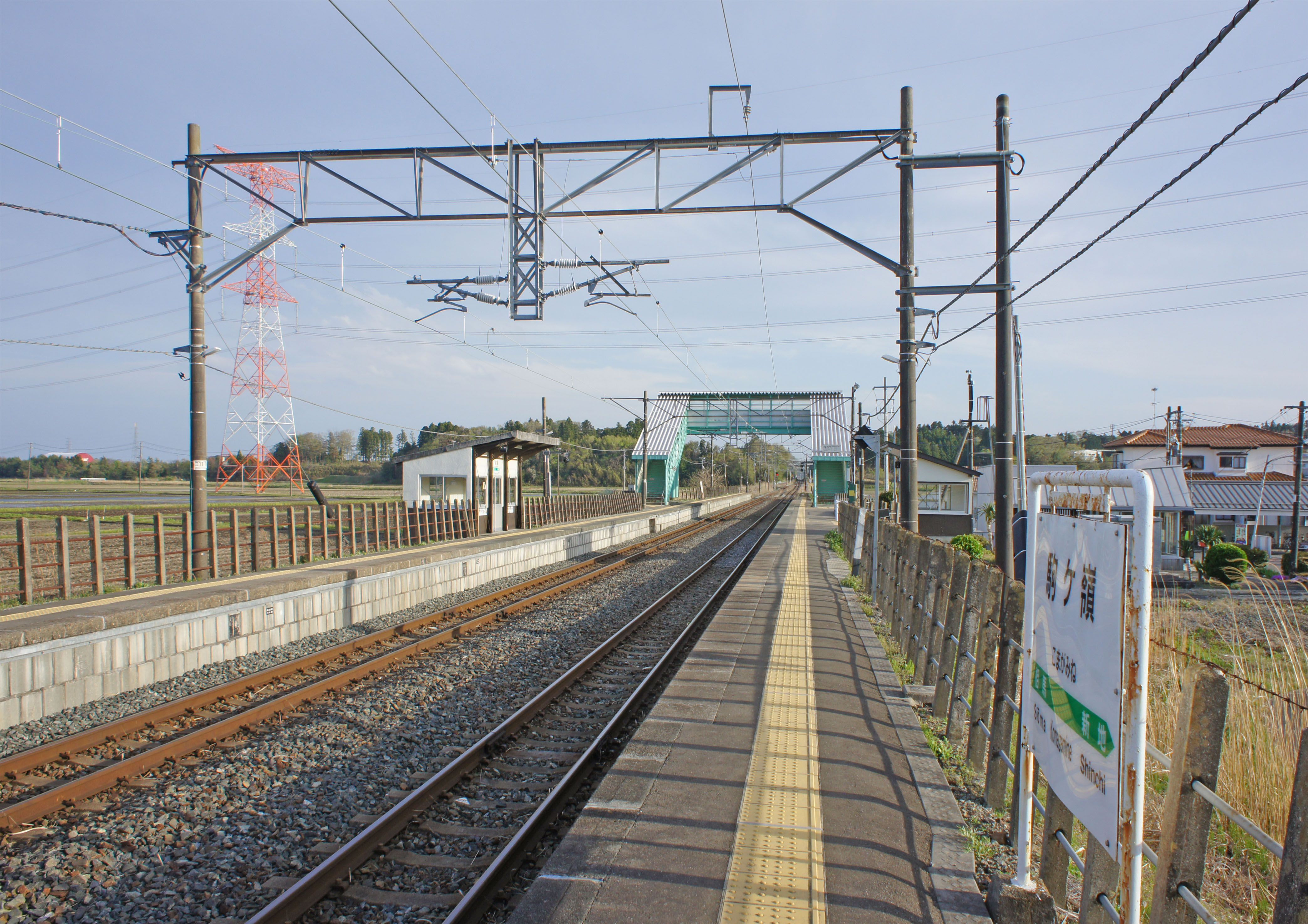
月台（2022年4月）

本站為地面車站，擁有兩座側式月台與兩股軌道。月台上設有候車室，站房與月台則透過跨線橋連接。本站於1976年起改為業務委託站，由站前的商店代售車票，1993年起則改為無人站，並由相馬車站管理，2009年起設有Suica的驗票機。
車站西側為小型住宅區，周圍大多為農田。東京電力子公司相馬共同火力發電所營運的新地發電廠距離本站不遠。

### 月台配置
| 月台 | 路線    | 方向 | 目的地           |
| ---- | ------- | ---- | ---------------- |
| 1    | ■常磐線 | 下行 | 岩沼、仙台方向   |
| 2    | ■常磐線 | 上行 | 相馬、原之町方向 |

## 東日本大地震影響
受到2011年3月11日所發生的東日本大地震影響，相馬車站往北至濱吉田車站之間路線及車站遭海嘯沖毀，暫由接駁公車代駛。JR東日本已開始進行重建工程，此站站區受損較輕，與相馬車站間將原地修復；至濱吉田車站間路線將往內陸改線，預定2016年12月10日竣工通車。
。

## 相鄰車站
東日本旅客鐵道
■常磐線
相馬－駒嶺－新地

## 外部連結
- （日語） JR東日本 駒ヶ嶺駅 （页面存档备份，存于）